# Herb gminy Lipnik
Herb gminy Lipnik – symbol gminy Lipnik, którego projekt, autorstwa Józefa Myjaka, został przyjęty 18 lutego 2011.

## Wygląd i symbolika
Herb przedstawia na tarczy dzielonej w krzyż w polu pierwszym błękitnym złotą podkowę ocelami do góry, a w jej środku krzyż kawalerski (symbol rodu Karskich herbu Jastrzębiec), w polu drugim pół srebrnej ryby na czerwonym tle (godło z herbu Hołobok), w polu trzecim sześć czerwono-białych pasów, natomiast w polu czwartym dziewięć złotych gwiazd na błękitnym polu (herb ziemi sandomierskiej).
Po przyjęciu projektów insygniów gminy Lipnik zostały one wysłane do zaopiniowania przez Komisję Heraldyczną. Brak informacji o ich zatwierdzeniu lub odrzuceniu, choć gmina posługuje się herbem na swojej stronie internetowej i w winiecie czasopisma samorządowego Wieści Lipnickie